# 2014年MTV音乐录影带大奖

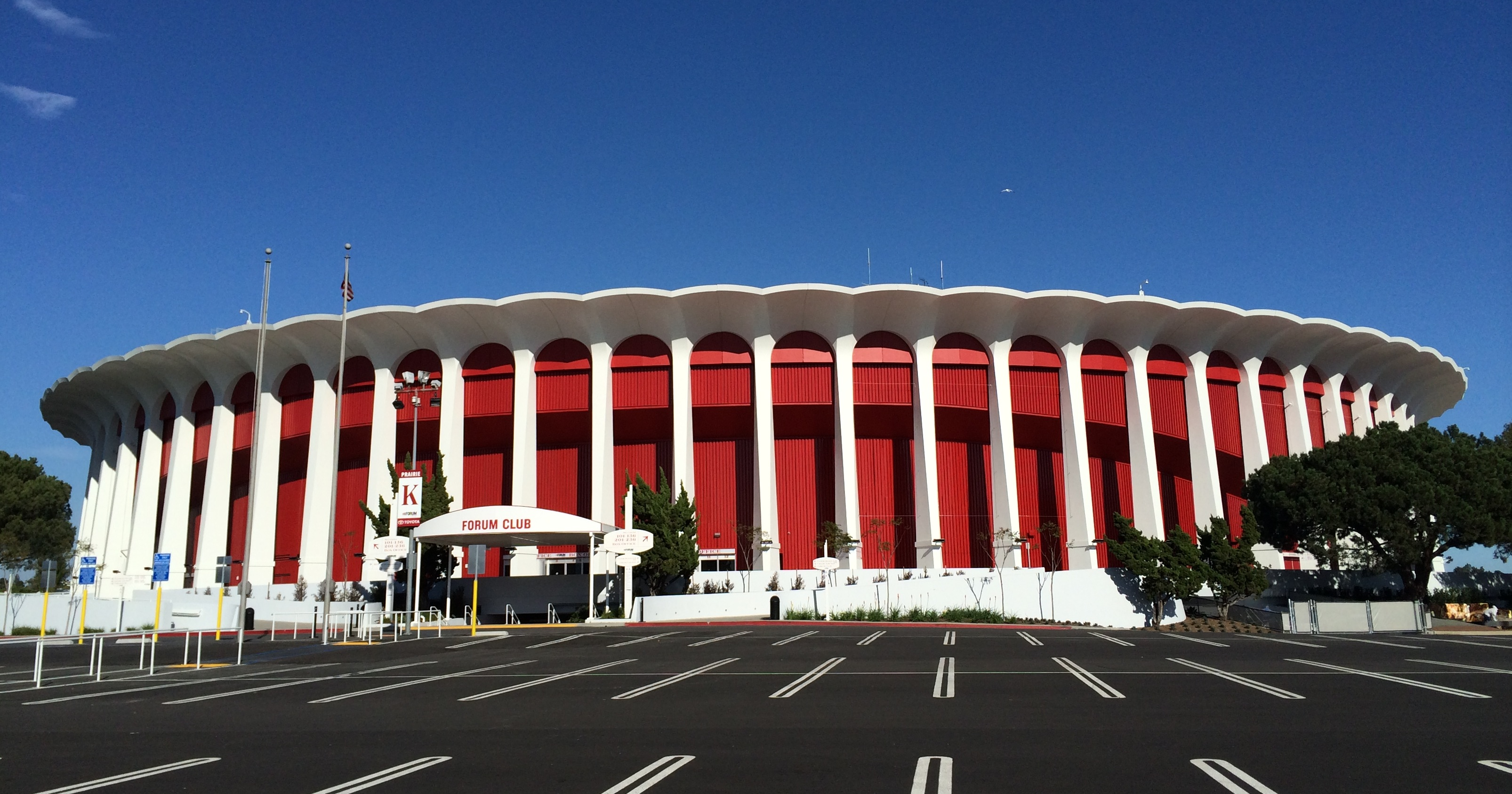
举办颁奖典礼的场馆The Forum

2014年MTV音乐录影带大奖颁奖典礼于2014年8月24日在美国加利福尼亚州洛杉矶县英格尔伍德的室内场馆The Forum举行。这是该场馆首次举办大型颁奖典礼。本届大奖的提名于2014年7月17日公布，其中碧昂丝以八项提名成为本届获得提名最多的艺人，紧随其后的是说唱歌手Eminem和新人伊姬·阿潔莉亞，二人各获得七项提名。颁奖典礼中，嘻哈歌手Common带领全场观众为弗格森的枪击案受害者默哀，麦莉·赛勒斯邀请一名无家可归的少年代她接受“年度音乐录影带大奖”呼吁社会关注这一群体，都成为本届颁奖典礼中备受瞩目的瞬间。另一个受到广泛关注的瞬间则是碧昂丝表演了自己的《绝对碧昂丝》专辑串烧之后，她的丈夫Jay Z和女儿布露·艾薇·卡特（Blue Ivy Carter）为她颁发“迈克尔·杰克逊音乐录影带先锋奖”。

## 提名及获奖名单
2014年MTV音乐录影带大奖的提名于2014年7月17日公布。以下列出完整提名及获奖名单，其中粗体显示的为最终获奖者。

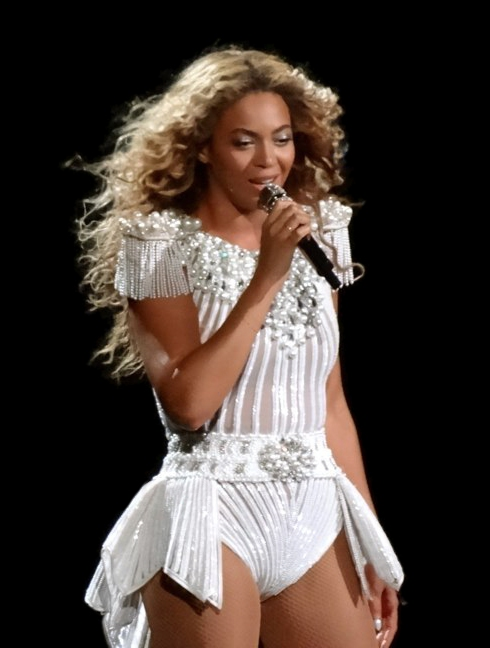
在本届大奖获得8项提名的碧昂丝

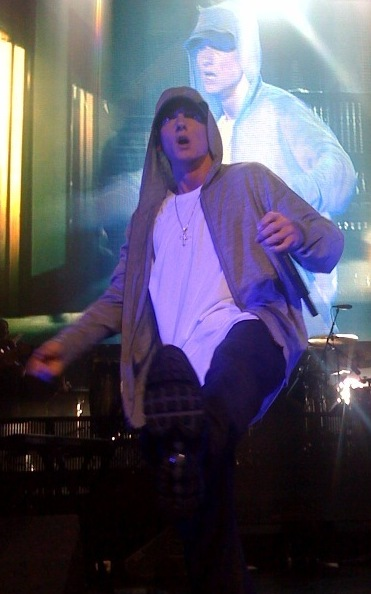
在本届大奖获得7项提名的Eminem

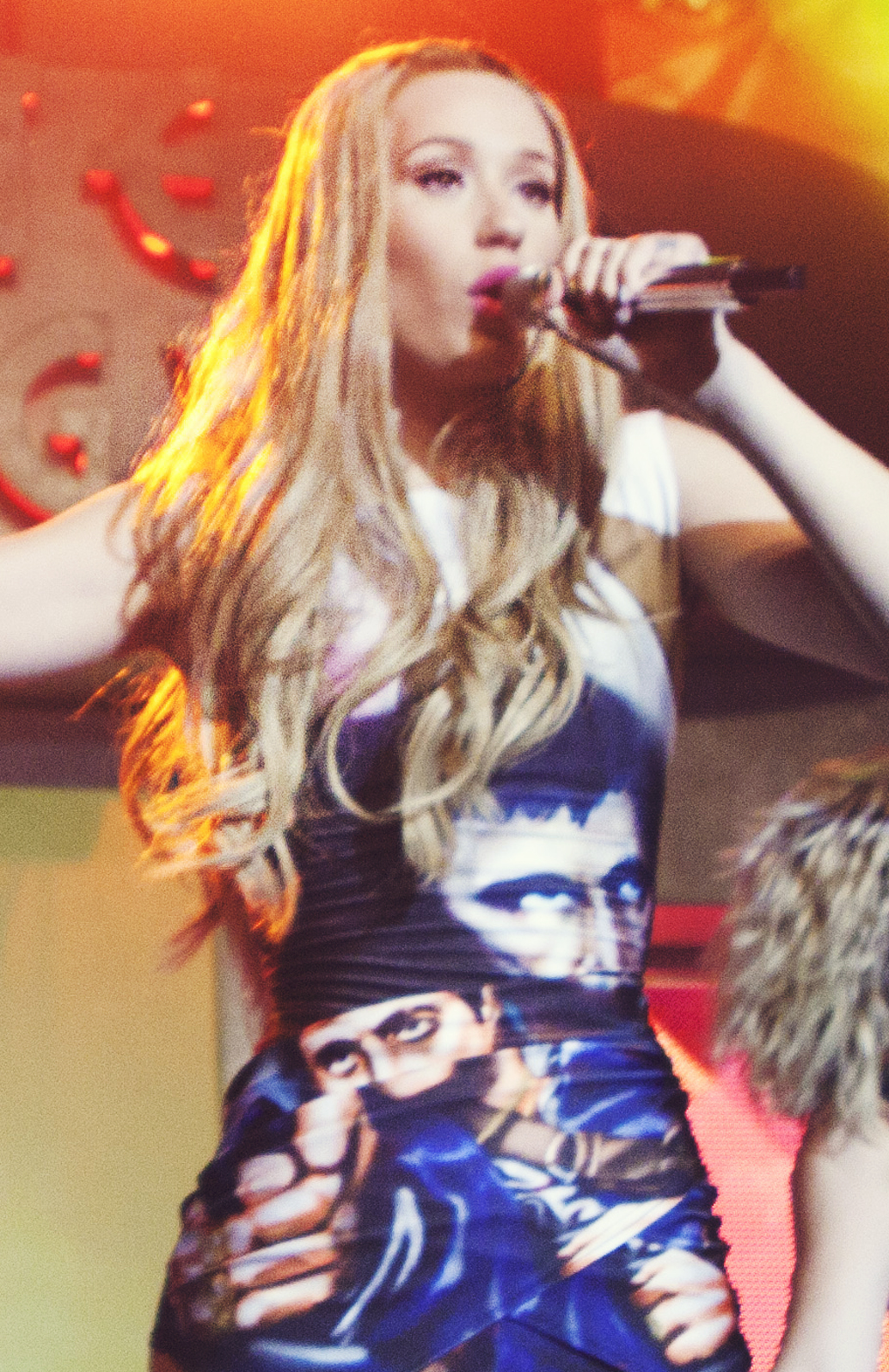
在本届大奖获得7项提名的伊姬·阿潔莉亞

### 年度音乐录影带大奖
麦莉·赛勒斯 － 《爱情破坏球》
- 碧昂丝 feat. Jay Z － 
- 伊姬·阿潔莉亞 feat. Charli XCX － 
- 法瑞尔·威廉姆斯 － 《Happy》
- 希雅 － 

### 最佳男歌手录影带
艾德·希兰 feat. 法瑞尔·威廉姆斯 － 
- 法瑞尔·威廉姆斯 － 《Happy》
- 约翰传奇 － 《All of Me》
- 山姆·史密斯 － 
- Eminem feat. 蕾哈娜 － 《怪兽》

### 最佳女歌手录影带
凯蒂·派瑞 feat. Juicy J － 《黑马》
- 伊姬·阿潔莉亞 feat. Charli XCX － 
- 碧昂丝 － 
- 洛德 － 
- 爱莉安娜·格兰德 feat. 伊姬·阿潔莉亞 － 

### 最值得关注新人
五佳人
- 山姆·史密斯
- 五秒盛夏
- Charli XCX
- Schoolboy Q（英语：Schoolboy Q）

### 最佳流行录影带
爱莉安娜·格兰德 feat. 伊姬·阿潔莉亞 － 
- 法瑞尔·威廉姆斯 － 《Happy》
- 伊姬·阿潔莉亞 feat. Charli XCX － 
- 杰森·德鲁罗 feat. 2 Chianz（英语：2 Chianz） － 
- 艾维奇 － 

### 最佳摇滚录影带
洛德 － 
- 梦想之龙乐队 － 
- 北极泼猴 － 
- 黑鍵樂團 － 
- 林肯公园 － 

### 最佳嘻哈录影带
德雷克 feat. 马吉德·乔丹 － 
- Eminem － 
- Childish Gambino － 《3005》
- 肯伊·威斯特 － 
- 维兹·卡利法 － 

### 最佳合作
碧昂丝 feat. Jay Z － 
- 爱莉安娜·格兰德 feat. 伊姬·阿潔莉亞 － 
- 嘻哈斗牛梗 feat. 凯莎 － 《Timber》
- 克里斯·布朗 feat. 小韦恩和Tyga － 
- Eminem feat. 蕾哈娜 － 《怪兽》
- 凯蒂·派瑞 feat. Juicy J － 《黑马》

### MTV夜店舞曲奖
Zedd feat. 海莉·威廉斯 － 
- DJ Snake和Lil Jon － 
- 卡尔文·哈里斯 － 
- 马丁·加里克斯 － 
- 解密兄弟 － 

### 最佳传达社会信息录影带
碧昂丝 － 
- 安琪儿·海兹 feat. 希雅 － 
- 艾维奇 － 
- 大卫·库塔 feat. 米奇·艾可（英语：Mikky Ekko） － 
- J. Cole feat. TLC － 
- 凯莉·罗兰 － 

### 最佳摄影
碧昂丝 － 
- 30秒上火星 － 
- 拱廊之火 － 
- Gesaffelstein（英语：Gesaffelstein） － 
- 拉娜·德雷 － 

### 最佳导演
DJ Snake和Lil Jon － 
- 碧昂丝 － 
- 麦莉·赛勒斯 － 《爱情破坏球》
- Eminem feat. 蕾哈娜 － 《怪兽》
- OK Go － 

### 最佳艺术指导
拱廊之火 － 
- 伊姬·阿潔莉亞 feat. Charli XCX － 
- DJ Snake和Lil Jon － 
- Eminem － 
- 造物主泰勒 － 

### 最佳剪辑
Eminem － 
- 碧昂丝 － 
- MGMT（英语：MGMT） － 
- Zedd feat. 海莉·威廉斯 － 
- Fitz and The Tantrums（英语：Fitz and The Tantrums） － 

### 最佳编舞
希雅 － 
- 碧昂丝 － 
- 杰森·德鲁罗 feat. 2 Chianz（英语：2 Chianz） － 
- 亚瑟小子 － 
- 迈克尔·杰克逊和贾斯汀·汀布莱克 － 
- Kiesza（英语：Kiesza） － 

### 最佳视觉效果
OK Go － 
- 解密兄弟 － 
- DJ Snake和Lil Jon － 
- Eminem － 
- 杰克·怀特 － 

### 最佳歌词录影带
五秒盛夏 － 
- 爱莉安娜·格兰德 feat. 伊姬·阿潔莉亞 － 
- 黛咪·洛瓦特 feat. 雪兒·洛薇 － 
- 奧斯汀·瑪宏 feat. 嘻哈斗牛梗 － 
- 凯蒂·派瑞 － 

### 迈克尔·杰克逊音乐录影带先锋奖
碧昂丝

## 现场表演
| 艺人                            | 表演歌曲                 |
| 暖场表演                        | 暖场表演                 |
| ------------------------------- | ------------------------ |
| Charli XCX                      | [ 9 ]                    |
| 五佳人                          | [ 10 ]                   |
| 正式表演                        |                          |
| 爱莉安娜·格兰德 妮琪·米娜 洁西J |                          |
| 泰勒·斯威夫特                   | Shake It Off             |
| 山姆·史密斯                     |                          |
| 亚瑟小子 妮琪·米娜              |                          |
| 到暑五秒                        |                          |
| 伊姬·阿洁莉亚 瑞塔·歐拉         |                          |
| 魔力红                          |                          |
| 碧昂丝                          | 《绝对碧昂丝》专辑串烧： |

现场DJ
- [13]

## 出场嘉宾

### 暖场表演
- 露西·黑尔－主持[9]

### 正式表演
以下列出颁奖典礼正式表演中出场的嘉宾。
- 格温·史蒂芬妮和史努比狗狗 － 颁发“最佳女歌手录影带”
- 杰·法罗 － 表演单口喜剧，介绍“最值得关注新人”投票方法
- 洛德 － 介绍泰勒·斯威夫特出场表演
- 切尔西·汉德勒 － 颁发“最佳男歌手录影带”
- 杰·法罗扮演Jay Z － 表演单口喜剧，介绍“最值得关注新人”投票方法
- 金·凯瑞和杰夫·丹尼尔 － 颁发“最佳流行录影带”
- 金·卡戴珊 － 介绍山姆·史密斯出场表演
- Common － 为密苏里州弗格森和当地枪击案受害者迈克尔·布朗默哀，颁发“最佳嘻哈录影带”
- 杰·法罗扮演肯伊·威斯特 － 表演单口喜剧，介绍“最值得关注新人”投票方法
- 奥卓·阿杜巴（英语：Uzo Aduba）、拉弗恩·考克斯和泰勒·席林 － 介绍亚瑟小子和妮琪·米娜出场表演
- 妮娜·杜波夫和崔·颂 － 颁发“最佳摇滚录影带”
- 科洛·莫瑞兹和狄倫·歐布萊恩 － 介绍五秒盛夏出场表演
- 杰·法罗 － 颁发“最值得关注新人”
- 珍妮弗·洛佩兹 － 介绍伊姬·阿洁莉亚和瑞塔·欧拉出场表演
- 黛咪·洛瓦特和杰森·德鲁罗 － 介绍魔力红出场表演
- 吉米·法伦 － 颁发“年度音乐录影带大奖”
- Jay Z和布露·艾薇·卡特（Blue Ivy Carter） － 颁发“迈克尔·杰克逊音乐录像带先锋奖”